# スペイン黄金世紀演劇

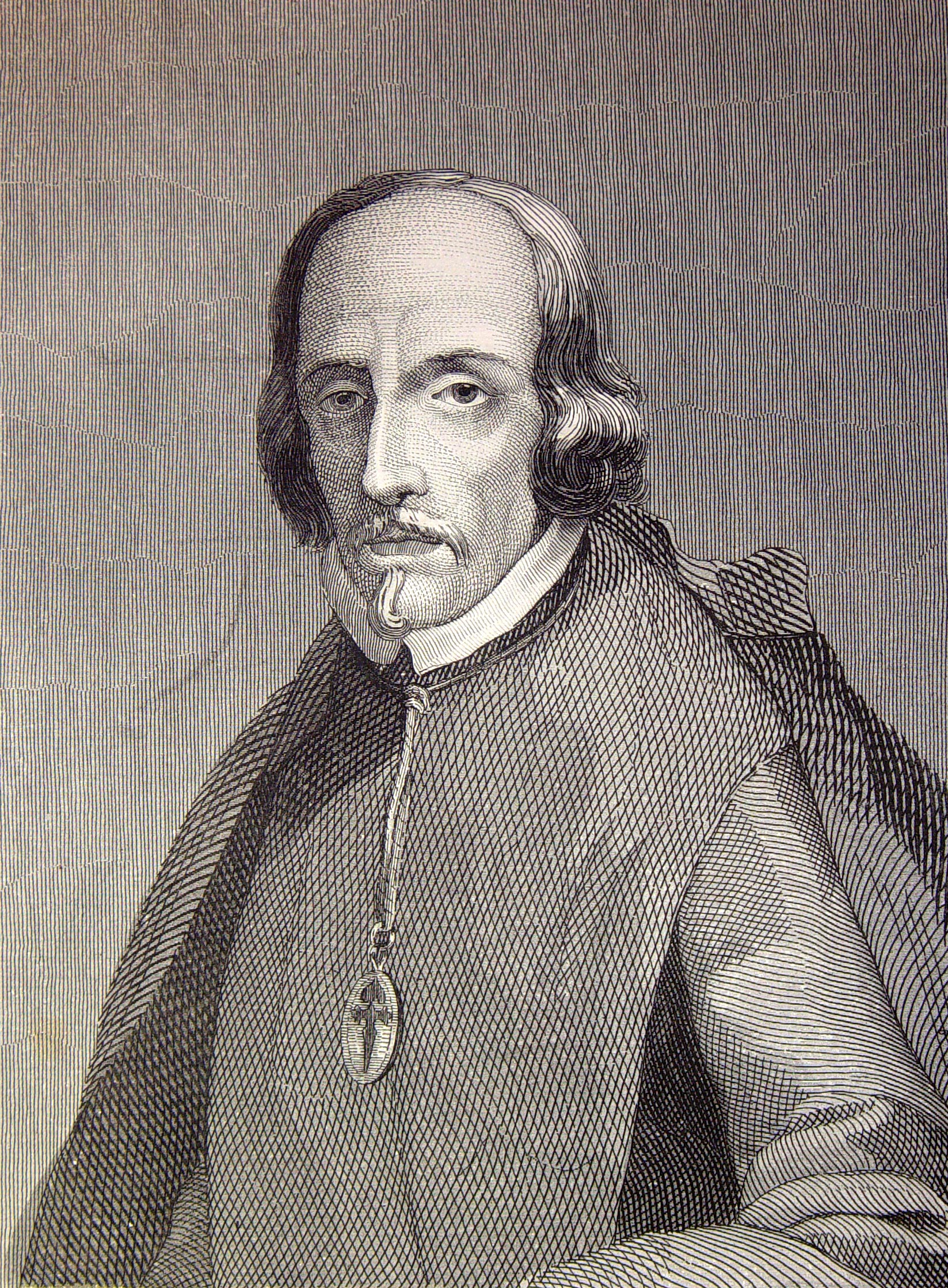
スペイン黄金世紀演劇の重要人物、ペドロ・カルデロン・デ・ラ・バルカ

スペイン黄金世紀演劇（スペインおうごんせいきえんげき）とは、1590年から1681年頃までのスペインの演劇を指す。1469年にアラゴン王フェルナンド2世とカスティーリャ王イサベル1世の結婚により統合され、1492年のグラナダ包囲でグラナダ王国をキリスト教国の領域内へと奪還し、スペインはヨーロッパの強国として頭角を現すようになった。この時代はスペイン黄金世紀と呼ばれることがある。16世紀から17世紀にかけてはスペイン社会において文芸が重要性を増すようになり、舞台芸術の上演が非常に増加した。ルネサンス期のスペインにおける舞台芸術は、貴族階級の手厚い支援がある一方で下層階級の人々もよく鑑賞しているものであり、あらゆる人々がアクセスできる芸術であった。

## 背景
スペイン黄金世紀に作られた芝居の多様さを反映し、初期のスペイン国民演劇は様々なものから影響を受けている。ストーリーテリングはイタリアのコンメディア・デッラルテに起源を有する。また、西ヨーロッパで各地を旅してエンタテイメントを提供していたミンストレルからスペイン特有の表現方法が生まれ、初期スペイン演劇の語りと音楽それぞれに一般受けする要素を加えたと言える。他方、新アリストテレス主義的批評と典礼劇が文学的、道徳的側面に影響を与えた。

## 芝居の種類
スペイン黄金世紀において登場した戯曲の数と多様性は世界の演劇史上でも先例のないものであり、イギリス・ルネサンス演劇にも劣らない。1本の作品が1週間連続で上演されることすら珍しく、常に新作が劇場に供給されていた。一方でこの数の多さについては、質よりも量を重視しているということでスペイン黄金世紀演劇に関して称賛のみならず批判のもとともなっている。この時期には1万本から3万本の戯曲が書かれたと推定されており、中には今日でも傑作と考えられている作品が多数ある。このように多数の芝居が上演されたことにより、スペインにおける演劇は非常にアクセスしやすい芸術となった。
ルネサンス期スペインの芝居は極めて多様であることで有名で、ヨーロッパでは唯一、世俗的な演劇と宗教的な演劇が同時に発展した。さらに、国がスポンサーをつとめる演劇が大衆向けの商業演劇と共存しており、多くの演劇人は両者に有意な貢献をしていた。スタイルの上では、ストレートプレイからオペラ、どたばた喜劇から叙事的悲劇まで幅広いジャンルにわたる。スペインは新喜劇やサルスエラを発展させ、演劇の独自の形態やジャンルを築いていくようになった。

### 宗教的な演劇
聖体劇(autos sacramentales)は人間的、超自然的、寓意的なものを混合させた形で聖体拝領の秘跡を祝う芝居である。聖体の祝日の行列がマドリードなど都市をパレードする際、二段になったカロス(carros)と呼ばれる山車二台か四台が配置されて、その上で上演された。16世紀半ば頃まではギルドが上演の製作を行っていたが、それ以降は多額のお金をかけて地方自治体当局が上演をするようになった。1550年代頃から、プロの劇団員と、市当局や教会両方がいりまじって上演を実施するようになっている。
聖体劇には時としてロア(Loa)と呼ばれる特別な導入用プロローグがついている。それぞれのロアは、上演された芝居及び上演が対象としていた観客にあわせて特別に作られたもので、これから見る芝居に対して観客の興味を惹きつけることを目指して作られていた。

### 公衆劇場

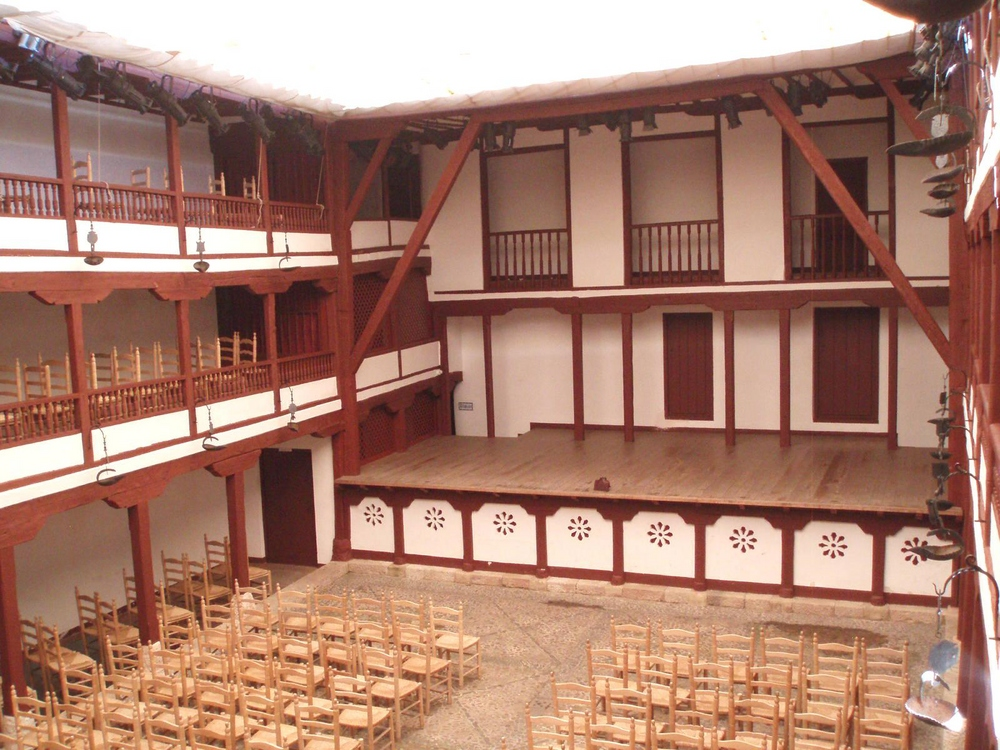
アルマグロのコラール・デ・コメディアス

商業的な上演を行う公衆劇場は1570年代頃からスペインの主要都市に建設されるようになった。1579年、マドリード初の常設劇場としてコラール・デ・ラ・クルスが建てられた。プリンシペ劇場は1583年にこけら落としした。1584年中頃には、マドリードには他にも劇場があった。しかしながら他の劇場が衰退したため、17世紀のマドリードではクルス劇場とプリンシペ劇場のふたつが主な常設劇場となった。
コラール・デ・コメディアス(複数形コラーレス・デ・コメディアス)は四方に壁がある中庭での上演を起源とする劇場で、三方を建物に囲まれた四角い中庭に設置された。舞台は常設の背景をつけて建てられ、上の階には立ち見客用の中庭向けテラスが置かれた。アロヘリーアと呼ばれる売店があり、その上にもっと観客を入れられるギャラリー席があった。カスエラと呼ばれる女性用の席と、アポセントと呼ばれるボックス席があった。観客はしばしばうるさい音をたてて動いたり、手に負えなくなるようなふるまいをしたりした。
コラールはもともと慈善団体からの認可を受けており、病院の資金を集めたり、貧民を支援したりするために上演を行っていた。
観覧料金については平土間の立ち見席がいちばん安く、マドリードの場合20マラベディから24マラベディくらいだった。一番高い席は38マラベディくらいだった。平土間は主に庶民が陣取っていたが、桟敷席には非常に身分の高い人々がいることもあった。

### 宮廷上演
宮廷上演は17世紀、フェリペ3世(1598年–1621年)の治世にアルカサル、つまり王宮で始まった。1633年にマドリード郊外に建てられた新しい王宮であるブエン・レティーロ宮殿は、宮廷における娯楽の中心地となった。1640年にはイタリアの舞台装置デザイナーが常設の野外劇場であるコリセオ建設を監督した。コジモ・ロッティ(1571年–1643年)は二匹の大きな魚が引いてくる銀のチャリオットがついた湖水上の特設舞台を設計し、カルデロン・デ・ラ・バルカの『こよなき魔力、愛』(1635年)ではきわめて大がかりで豪華絢爛なセットが用いられた。

## 役者と劇団
1603年以降のスペインでは、認可のある劇団しか活動できなくなり、認可が出る場合は限られていた。失業した役者は巡業劇団に入り、田舎で上演した。劇団は1年に2ヶ月以上1箇所で上演を行うことはできず、ある場所で上演でいる劇団は1つだけと定められていた。1615年にマドリードは役者兼マネージャー、役者、徒弟からなる政府の規定にのっとった劇団を支配下に置き、雇用するようになった。こうした劇団は王立評議会によって認可され、宮廷と公衆劇場の両方で聖体劇を上演して高給を得た。役者は通常、マネージャーのもとで1～2年契約で働いた。1587年から女性が舞台に立つ認可を受けられるようになったが、1599年に劇団員と結婚している女性だけが舞台に立てると規定する勅令が出るまで、このならわしは批判も受けた。ロペ・デ・ルエダや、その後に出てきたフアン・ラナなどが重要な役者である。台本は劇団による買い取りであり、一度売り渡すとその後、劇作家は作品に関する決定権を保持することはできなかった。

## 劇作家

### 先駆的な作家たち
フアン・デル・エンシーナ(1468年7月2日 – 1529年末から1530年初め)はしばしばスペイン演劇の父と呼ばれる。代表作はCancionero (1496年)であり、これは抒情詩や劇詩を集めたものである。
ジル・ヴィセンテ(1465年–1536年)は「吟遊詩人」とあだ名されるポルトガルの劇作家・詩人である。ポルトガル及びスペインで活動し、フアン・デル・エンシーナとあわせてスペイン演劇の父と見なされている。ポルトガル語とスペイン語、両方の言語で著作した。
ロペ・デ・ルエダ(1510年–1565年)は非常に多才な作家で、ドラマ、喜劇、笑劇などを書いており、スペイン黄金世紀文学の先駆と考えられている。先行する作家はほぼ宮廷向けに執筆を行っていたが、ロペ・デ・ルエダは騒々しいユーモア、下層階級の暮らしに関する詳しい知識、芝居らしい会話を書く才能に恵まれていた。1567年に作品が死後出版された。

### バロック演劇の作家たち
ロペ・デ・ベガ(1562年11月25日  –1635年8月27日)はスペイン黄金世紀バロック文学における最重要人物のひとりである。スペイン文学界におけるベガの名声はミゲル・デ・セルバンテスに継ぐものである。多めの推定では1800本ほどの芝居を書いたと言われ、誇張があるにしても多作ぶりでは類を見ず、文学史上最も精力的な作家のひとりである。代表作は『フエンテ・オベフーナ』(1613年)などである。
ティルソ・デ・モリーナ(1579年3月24日 – 1648年3月12日)はバロック期の劇作家、詩人、ローマカトリック教会の修道士である。生涯に300編以上の芝居を書いたと言われているが、そのうち85作しか残っていない。最も有名なのは『セビーリャの色事師と石の招客』であり、この作品で初めてドン・ファンが舞台に登場した。
ペドロ・カルデロン・デ・ラ・バルカ(1600年1月17日 – 1681年5月25日)は、ロペ・デ・ベガが演劇を代表していた時代に生まれ、さらにそれを発展させた。カルデロンの作品はスペインバロック演劇の頂点と見なされている。スペイン随一の劇作家および世界文学における最高の劇作家のひとりという評価を受けている。『人生は夢』(1629年–1635年)が代表作である。他に80作ほど聖体劇も書いている。
フランシスコ・デ・ロハス・ソリーリャ(1607年10月4日 – 1648年1月23日)の作品の多くはスペイン以外でも翻案された。代表作はDel rey abajo ningunoとNo hay padre siendo reyであり、ともに1640年代に刊行された。
ソル・フアナ＝イネス・デ・ラ・クルス (1651年11月12日 – 1695年4月17日)は重要なメキシコの女性劇作家、詩人、修道女である。独学で教養を身につけ、執筆した。スペイン支配下にある植民地時代のメキシコに住んでおり、メキシコ及びスペイン黄金時代両方の劇作家と見なされている。『神聖なるナルシソ』などが代表作である。メキシコ銀行が発行する200ペソ紙幣に肖像が印刷されている。

## 舞台デザイン
ト書きは少なく、場面の変化などは台詞によって説明していたと考えられる。しかしながら、ロペ・デ・ベガの時代には質素な舞台を使用していたものの、カルデロンの時代になる頃にはかなり装置が発達していたと考えられる。ファサード、場所がとくに重要でない場合に用いるファサードを隠すカーテン、時々メインステージにたてる中世ふうの屋敷という三種類の装置が主に使用されていた。1650年以降に見世物的な要素が増えると、カーテンのかわりにドアや窓のある彩色した図をファサードに据えるようになった。その後、座席の上に天幕が装備されるようになったが、これは雨よりは日光を遮るためだった。この後、結局は常設の屋根が加わって室内劇場となった。1640年代から1650年代にかけて、新しい公衆劇場や宮廷上演のセットデザインはイタリア人のデザイナーが監督するようになった。雷の音や風を模す、木の板を落としたり、金属板を使ったりするサンダーマシーン、レインスティックに似た雨を模す機械、波打つ海の装置などは非常によく使われ、同時の観客を喜ばせた。音楽家も雰囲気を作ったり、重要な音響効果を担当するために雇われた。

## 衣装
当時のスペインの舞台衣装はエリザベス朝以降のイギリス・ルネサンス演劇によく似ている。役者は予算が許す限り豪勢な衣装を着ており、契約には衣装用の特別手当が含まれていることすらあった。記録によると、役者は一回の衣装に給与の5分の1から半分くらいをあてており、衣装にさらなる資金を提供してもらえるよう、市の役人に請願した者すらいた。町のほうから演技と衣装に報奨が出ることがあり、衣装の質は観客にとってとても重要だったことがわかる。政府は衣装の詳細を規定する決まりをたくさん作っていた。たとえば、聖体劇に出演する役者は絹かヴェルヴェットを着用さねばならず、女性は奇抜なヘッドドレスやローブ・デコルテ、広いフープがついていたり、床より短い丈のドレスは着てはいけないとされていた。さらに役者は、テクスト内で特別な指定がないかぎりはひとつの芝居で一種類の衣装しか着てはならなかった。

## スタイル
基本は三幕構成である。時の一致、場所の一致、筋の一致を基本とする三一致の法則は守られず、幕間にかなり長い時間が経過するような作品や、舞台が作品内でさまざまな場所に移動する作品もあった。悲劇的な要素と喜劇的な要素の両方が作品内に同居する。登場人物はかなり定型的であることが多く、道化役者が必ず登場する。上演時間は2時間程度だが、3時間ほどかかるものもあったと推測される。幕間などにダンスが組み込まれることもあった。

## テーマ
舞台は人生のメタファーとして用いられていた。名誉はスペイン黄金世紀演劇の重要なテーマである。ロペ・デ・ベガ自身、あらゆる人間は名誉に反応すると信じていた。世間によって名誉あるキリスト教徒らしいふるまいが規定され、名誉を失うことは恥と絶望に生きることとして描かれる。多くのプロットが評判が台無しになることへの恐れや、女性の貞節にもとづく男性の名誉に焦点をあてている。女が恋する男の名誉を担っているように見える一方で、性やジェンダーロールの描き方は比較的保守的である。つまり、「正当な結婚以外はそれなりの罰を受ける」のがふつうである。 

## 評価
スペインにはヨーロッパの他地域とは異なる特異な舞台芸術の伝統があった。宗教的な芝居が1700年代まで上演され続けて人気も衰えず、宗教劇と世俗的な芝居が共存しながら繁栄していた。役者は教会に受け入れられ、社会の尊敬すべき一員と見なされていた。さらに、スペインは古典的な五幕ものではない三幕ものという芝居のモデルを作り上げた。女性の舞台出演を許可した点でも先駆的だった。また、役者の契約、巡業給付、ライセンス、出演予約などについても整然とした効率的なシステムがあった。最も重要なのは、スペイン黄金世紀演劇はカルデロンの『人生は夢』やロペ・デ・ベガの『フエンテ・オベフーナ』のように、当時の観客の心にとくに語りかける政治的かつ哲学的な寓意に満ちた質の良い芝居を上演していたということである。
スペイン黄金世紀演劇は後の時代のヨーロッパ及び世界の演劇に劇的な影響を与えた。スペイン演劇は同時代に発展していたイギリス・ルネサンス演劇に直接的かつ重要な影響を及ぼした。スペイン語を話す他の地域の演劇にも長く影響を与えている。 様々な作品が他の言語に翻訳され、スペイン黄金時代演劇がより幅広い批評家や演劇愛好家の手に届き、評価されるようになった。

## 研究
この時期には非常に多数の芝居が書かれているがゆえに、舞台芸術史家にとってこの時期の演劇を研究するのは困難が伴う。17世紀以降、芝居の大部分は上演の点でも学術的分析の点でも事実上手つかずのままである。スペイン演劇の出版においては印刷技術ゆえに間違いが多いこともあり、スペイン黄金世紀演劇の研究はあまり進んでいない。包括的な分析は困難なままで、ほぼ不可能であるが、スペイン黄金世紀演劇は舞台芸術史家の関心を集めている分野である。